# 潘鎮球
潘鎮球（英語：Poon Chun Kau），香港教育界人士，退休前曾任多間津貼及直資中學校長。

## 簡介
潘氏1963年畢業於聖保羅男女中學，1966年於香港大學中文系以一級榮譽畢業。，其後再取得香港大學中國歷史文學碩士。
他於1975年起，出任大埔聖公會莫壽增會督中學創校校長及校監，任期22年。其後，潘氏亦曾出任田家炳中學及聖保羅男女中學校長，直至2004年首次退休。
退休兩年後，他於2006年擔任直資新校香港青年協會李兆基書院的創校校長，直至2012年7月再度榮休。